# Аргентино-бразильські відносини
Аргентино-бразильські відносини - двосторонні дипломатичні відносини між Аргентиною та Бразилією. Протяжність державного кордону між країнами становить 1263 км.

## Історія
Після здобуття незалежності Аргентина та Бразилія успадкували низку невирішених територіальних суперечок колоніальних держав.
У 1825-1828 країни перебували у стані війни, що закінчилася визнанням Бразилією незалежності Уругваю.
Протягом 19 та 20 століть між країнами були натягнуті відносини, проте бойових дій не спостерігалося.
У 1980-х бразильський економічний підйом привів у тому числі і до розширення зв'язків з Аргентиною.
У 1990-х високий обсяг торгівлі та міграції між Аргентиною та Бразилією сформував ще тісніші зв'язки, особливо після створення Меркосур.
Сьогодні стратегічні відносини між Аргентиною та Бразилією перебувають на дуже високому рівні. Зовнішня політика Аргентини наголошує на розвитку стратегічного альянсу з Бразилією у всіх його аспектах. Для зовнішньої політики Бразилії відносини з Аргентиною є абсолютним пріоритетом.